# Mendly Gyula
Mendly Gyula, Mendl István Gyula (Páka, 1885. május 8. – Kunszentmiklós, 1947. március 1.) festőművész, díszletfestő.

## Életútja
Mendly József kovácsmester és Czolner Rozália fia. Tanulmányait Sopronban és Budapesten végezte, majd Berlinben képezte magát tovább. 1911. június 5-én Szegeden feleségül vette a nála nyolc évvel fiatalabb Csala Ilonát. Az első világháború alatt harctéri szolgálatot teljesített és fogságba esett. Hazatérését követően több kiállításon is szerepelt műveivel. Számos aranyéremmel és díszoklevéllel tüntették ki. Az Országos Iparosszövetség elnök-igazgatója, a Keresztény Iparosok Országos Szövetségének szakosztályi elnöke, az Országos Képzőművészeti Társulatnak és a Független Művészek Társaságának tagja volt. Elhunyt 1947-ben, 61 éves korában. Felesége 21 évvel élte túl, 1968. november 12-én hunyt el Bakonyjákón.